# Ercole Lualdi

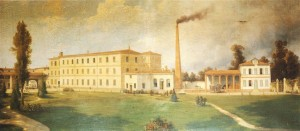
Il cotonificio Ercole Lualdi di Brescia in un dipinto di Luigi Ashton degli anni 1860

Ercole Lualdi (Milano, 30 maggio 1826 – Milano, 27 dicembre 1890) è stato un imprenditore e politico italiano.

## Biografia

### Imprenditore
Era figlio di Petronilla Turati e Gerolamo Lualdi, quest'ultimo imprenditore tessile originario di Busto Arsizio socio della filatura Andrea Krumm & C. di Legnano.
Dopo la morte del padre (nel 1849), Ercole subentrò nell'azienda e nel 1852, in società con il cugino Giuseppe Lualdi, acquistò il cotonificio Bianconi & Leixel di Sant'Eufemia della Fonte (Brescia). Negli anni seguenti aumentò a 5000 il numero dei fusi dell'opificio bresciano, rendendolo uno dei più vasti stabilimenti cotonieri lombardi.
Nel 1857 acquistò la filatura Conconi & Rossini di Sant'Ambrogio Olona e, nel 1865, il cotonificio Isidoro Crespi & C, uno dei più grandi stabilimenti dell'area di Como. Procedette quindi con l'acquisto di altri opifici, mulini e terreni con il fine di creare in un ristretto ambito territoriale numerosi stabilimenti per beneficiare della concentrazione industriale, come già accadeva in Inghilterra.
Nel 1860 sposò Vittorina Candiani, nipote dell'industriale cotoniero Luigi Candiani proprietario dell'omonimo cotonificio di Busto Arsizio. Poco tempo dopo associò Cristoforo Benigno Crespi, allora ventisettenne, nella conduzione del cotonificio di Sant'Eufemia, con l'idea di renderlo poi partecipe nella costruzione di altri stabilimenti.
Nel 1862 Ercole Lualdi, insieme a Eugenio Cantoni, fu promotore di una società per la coltivazione del cotone nell'Italia meridionale per far fronte alla carenza di tale prodotto proveniente dagli Stati Uniti d'America, dove era in corso la guerra di secessione.
Nel 1864, insieme a Cristoforo Benigno Crespi, prese in affitto dal consorzio dei creditori del conte Luigi Archinto di Milano il cotonificio di Vaprio d'Adda, tra i più grandi stabilimenti italiani, che gestirono per circa due anni. Nel 1866, infatti, dovettero riconsegnare lo stabilimento al nuovo proprietario Raimondo Visconti di Modrone e decisero di ricostruire il cotonificio di Besozzo, distrutto nel 1862 da un incendio.
Nel 1876, con l'appoggio della Banca di Busto Arsizio e in società con Eugenio Cantoni, Luigi Candiani, Andrea Krumm e altri imprenditori, fondò la Ferrario & Candiani, società per l'esercizio di un mulino industriale di Capriolo sull'Oglio. Nel 1879 l'impianto fu rilevato da Ercole Lualdi, proprietario anche dei vicini Mulini Urini, per trasformarlo in cotonificio, anche se non riuscì nell'impresa.
Nel 1881 lo stabilimento di Besozzo fu distrutto da un incendio, mentre quello di Sant'Eufemia della Fonte dovette chiudere a causa dell'aggravarsi delle condizioni economiche e di salute dell'imprenditore.
Alla sua morte, nel 1890, Ercole Lualdi non era riuscito a costruire nemmeno uno degli opifici da lui progettati.

### Politico
Esponente della democrazia progressista, nel 1863 Ercole Lualdi fu eletto parlamentare per il collegio di Busto Arsizio alla Camera dei deputati del Regno d'Italia, dove rimase in carica per sei legislature, con un'interruzione tra il 1870 e il 1880. Nel 1862 fu autore della memoria Le condizioni del cotonificio italiano sotto il regime del decreto 18 ag. 1860. Memoria per la modifica delle misure doganali introdotte da Cavour: Lualdi era infatti contrario al liberismo, convinto del fatto che potesse schiacciare l'industria nazionale a favore delle industrie estere. Era fortemente attivo principalmente sui temi relativi all'economia e l'industria.
Fu consigliere della Camera di commercio e membro del Consiglio provinciale di Milano. Fu tra i fondatori di importanti quotidiani nazionali quali Il Sole e La Ragione.
Nel 1885-'86 intervenne nel dibattito politico in merito alla tutela del lavoro minorile nelle industrie, dimostrandosi particolarmente sensibile ai problemi proletari.